# Resorción ósea
La resorción ósea es el proceso por el cual los osteoclastos eliminan tejido óseo liberando minerales, lo que da como resultado una transferencia de ion calcio desde la matriz ósea a la sangre.
Los osteoclastos son células multinucleadas que contienen numerosas mitocondrias y lisosomas. Son las responsables de la destrucción del tejido óseo, en contraposición con los osteoblastos, que son las responsables de la creación del mismo. Los osteoclastos se adhieren al tejido óseo y comienzan a secretar colagenasas y otras enzimas importantes en el proceso de resorción de tejido óseo. Los iones de calcio, magnesio, fosfato y los productos del colágeno son endocitados por el osteoclasto y liberados en el líquido extracelular, provocando la desmineralización del tejido óseo. La resorción ósea provocada por los osteoclastos es clave en el proceso degenerativo de enfermedades como la artritis reumatoide o la artritis psoriásica.
La resorción ósea también puede ser el resultado de la falta de ejercicio y la falta de estímulos para el mantenimiento del tejido óseo. Los astronautas, por ejemplo, sufren un cierto grado de reabsorción ósea debido a la falta de gravedad.[cita requerida]
Durante la infancia, la formación de tejido óseo por los osteoblastos excede a la destrucción del mismo por parte de los osteoclastos, pero con el paso del tiempo se igualan y en la vejez la destrucción puede exceder a la formación.

## Regulación
La resorción ósea es un proceso estimulado o inhibido mediante señales a través de diversos tipos celulares que interactúan  osteoclastos. 
En ausencia de enfermedades como las citadas anteriormente, depende de los niveles de calcio. Los receptores sensitivos de los niveles de calcio en la glándula paratiroidea miden los niveles de calcio en el fluido extracelular. Los niveles bajos estimulan la liberación de la hormona paratiroidea (PTH). Además de sus efectos sobre el hígado y el intestino, la PTH también estimula la proliferación y actividad de los osteoclastos para liberar calcio desde el hueso mediante la resorción ósea.